# Marko Blagojević
Marko Blagojević, cyr. Марко Благојевић (ur. 20 kwietnia 1974 w Belgradzie) – serbski polityk, aktywista obywatelski i konsultant, w latach 2022–2024 minister inwestycji publicznych.

## Życiorys
Ukończył studia na wydziale prawa Uniwersytetu w Belgradzie. W połowie lat 90. był wiceprzewodniczącym organizacji młodzieżowej Obywatelskiego Sojuszu Serbii. Należał do aktywnych uczestników protestów z lat 1996–1997, jako przedstawiciel macierzystego wydziału wszedł w skład głównej komisji studenckiego protestu. W 1997 był współtwórcą i rzecznikiem prasowym parlamentu studentów Uniwersytetu w Belgradzie. Założył i pełnił funkcję dyrektora programowego CeSID, organizacji pozarządowej na rzecz wolnych wyborów i demokratyzacji. W latach 2003–2008 zasiadał w radzie Open Society Fund w Serbii. W 2004 zajął się działalnością konsultingową w ramach agencji reklamowej. Wykładał na prywatnej uczelni Univerzitet Singidunum w Belgradzie. W 2014 powołany na dyrektora biura zajmującego się odbudową obszarów zalanych na skutek powodzi. W 2015 został dyrektorem rządowego biura zarządzania inwestycjami publicznymi.
W październiku 2022 dołączył do powołanego wówczas trzeciego rządu Any Brnabić, obejmując w nim stanowisko ministra inwestycji publicznych. Urząd ten sprawował do maja 2024.